# Susan Hearnshaw
Susan Christina « Sue » Hearnshaw-Telfer (née le 26 mai 1961 à Liversedge) est une athlète britannique spécialiste du saut en longueur. Elle est la fille de Muriel Pletts.

## Carrière

### Palmarès
| Date | Compétition                    | Lieu        | Résultat | Performance |
| ---- | ------------------------------ | ----------- | -------- | ----------- |
| 1979 | Championnats d'Europe junior   | Bydgoszcz   | 3e       | 6,46 m      |
| 1980 | Jeux olympiques d'été          | Moscou      | 9e       | 6,50 m      |
| 1984 | Championnats d'Europe en salle | Göteborg    | 1re      | 6,70 m      |
| 1984 | Jeux olympiques d'été          | Los Angeles | 3e       | 6,80 m      |

### Records
| Épreuve          | Performance | Lieu | Date |
| ---------------- | ----------- | ---- | ---- |
| Saut en longueur | 6,83 m      |      | 1984 |